# І це все про нього (фільм)
«І це все про нього» (рос. «И это всё о нём») — російський радянський художній фільм 1977 року режисера Ігоря Шатрова за однойменним романом Віля Ліпатова.

## Сюжет
У сибірському селищі лісозаготівельників за загадкових обставин гине молодий хлопець Євген Столєтов. Смерть настала після того, як він вистрибнув або був викинутий із залізничної платформи, що рухалася на повній швидкості. Столєтов був яскравою і неординарною особистістю і тому його смерть не дає спокою мешканцям селища. Підозра падає на нещодавно звільненого з місць позбавлення волі Аркадія Заварзіна.

## У ролях
- Євген Леонов
- Ігор Костолевський
- Леонід Марков
- Еммануїл Віторган
- Лариса Удовиченко
- Володимир Носик
- Олексій Панькин
- Віктор Проскурін
- Олександр Кавалеров
- Любов Полєхіна
- Людмила Чурсіна
- Микола Парфьонов
- Альберт Філозов
- Юрій Каюров
- Сергій Курилов
- Борис Гусаков
- Валентина Тализіна
- Дмитро Шутов

## Творча група
- Автор сценарію: Віль Ліпатов
- Режисер-постановник: Ігор Шатров
- Оператор-постановник: Тимур Зельма
- Художник-постановник: Олександра Конардова
- Композитор: Євген Крилатов
- Вірші: Євгена Євтушенка
- Звукооператор: Сергій Кель